# Дебріц
Дебріц (нім. Döbritz) — громада в Німеччині, розташована в землі Тюрингія. Входить до складу району Заале-Орла. Складова частина об'єднання громад Оппург.
Площа — 3,11 км2. Населення становить 169 ос. (станом на 31 грудня 2021).